# Gietgal

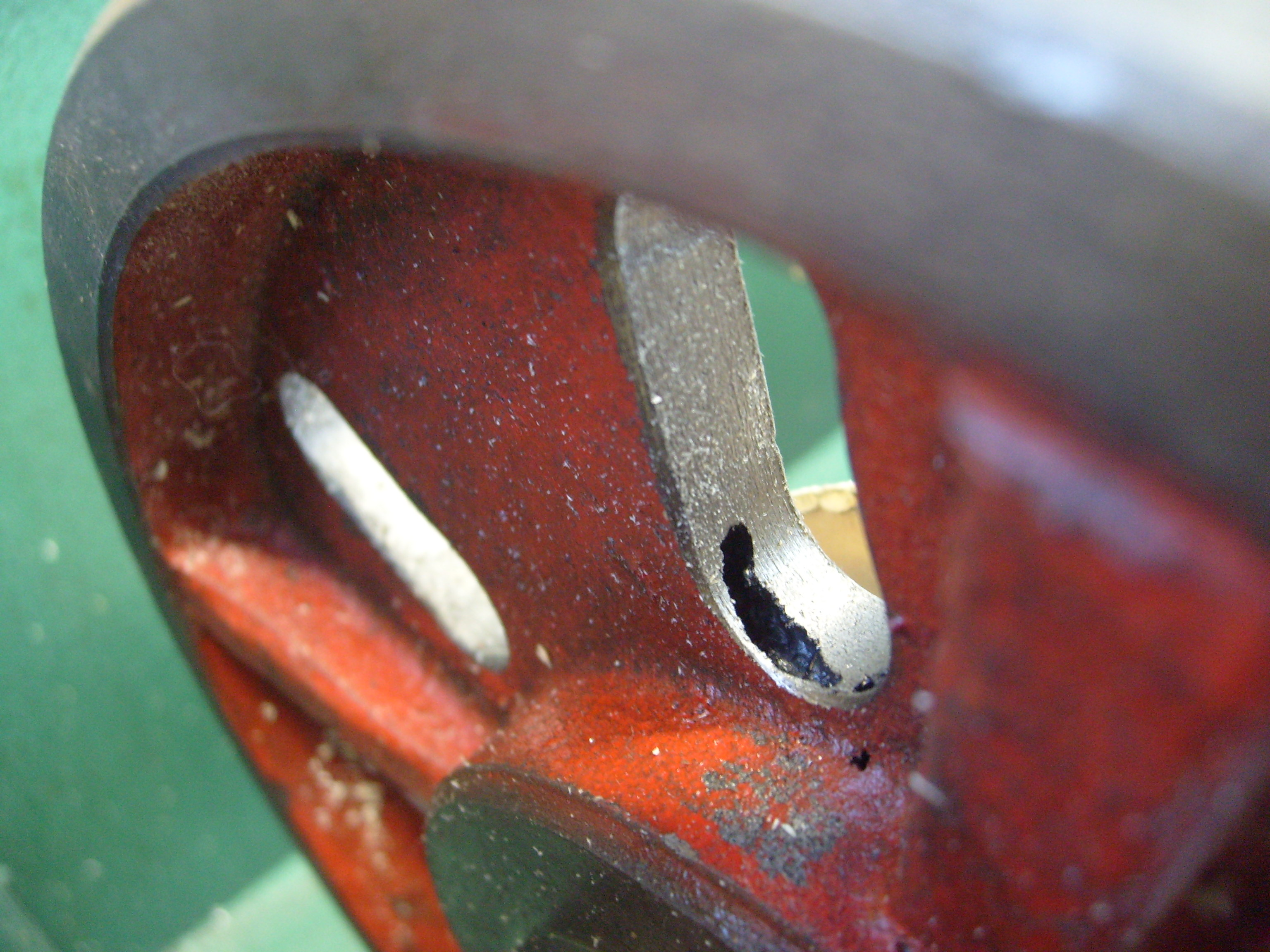
Gietgal in een wielspaak

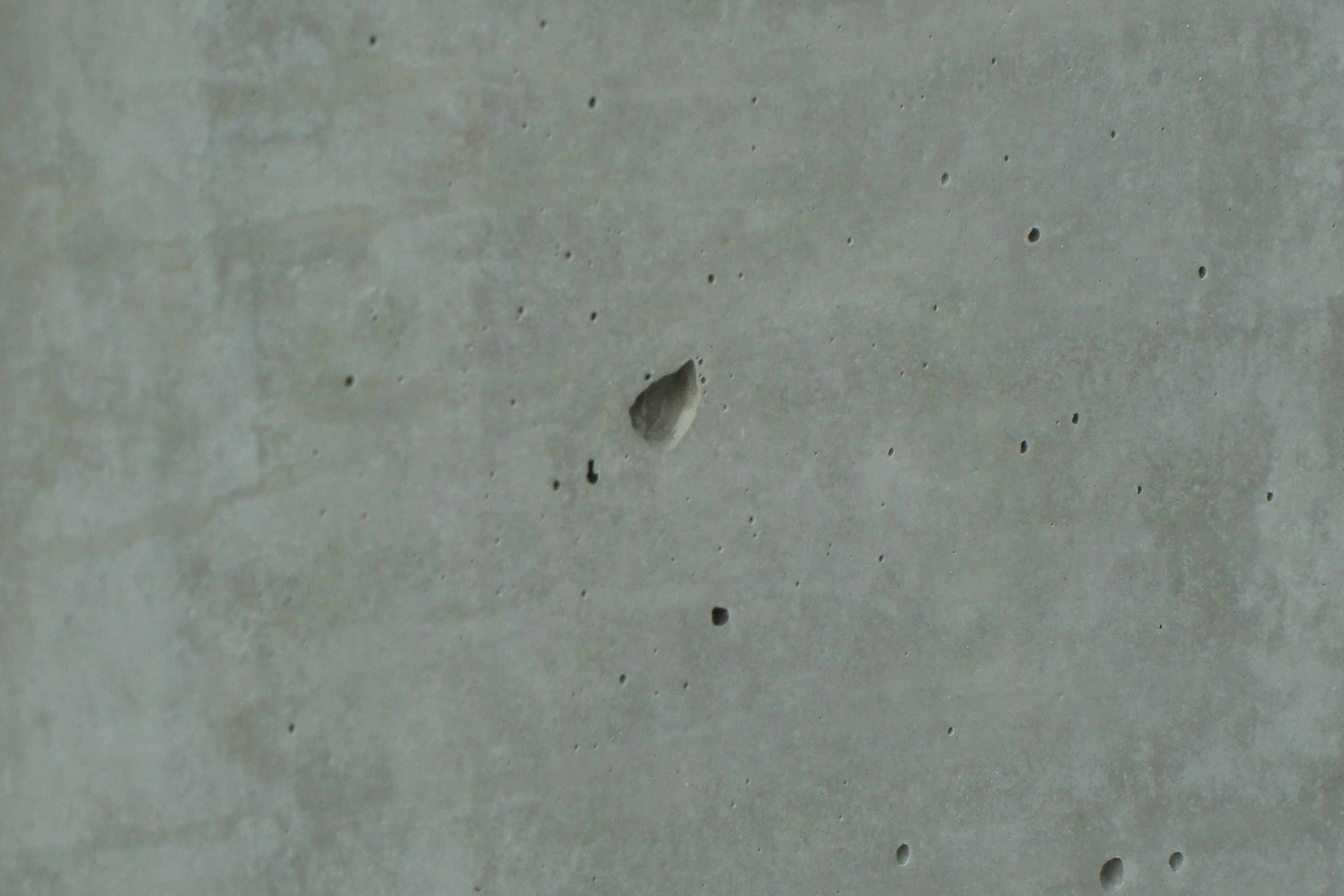
Gallen in een betonwand

Een gietgal is een ongewenste holle ruimte in een gegoten product, die ontstaat door het ingesloten raken van lucht tijdens het bewerken of bij het in de vorm (matrijs) gieten van de gietmassa. Bij het roeren, kloppen, mengen, gieten en het storten van het materiaal (de gietmassa) kan gemakkelijk lucht worden ingesloten, vooral als het materiaal niet dun en vloeibaar is. Gietgallen ontstaan dus als gevolg van fouten in het gietproces.
Gietgallen kunnen een gietstuk ontsieren of verzwakken. Men voorkomt ze door voorzichtig te werken: behoedzaamheid bij roeren en mengen, producten na verhitting in ovens uiterst langzaam laten afkoelen. Gietgallen aan de oppervlakte (putjes) worden dichtgesmeerd als ze ontsierend zijn, zoals bij een gegoten bronzen beeld, of als een oppervlak vlak dient te zijn om te dienen als ondergrond voor een andere laag, zoals tapijt.
In doorzichtige, glazen objecten verminderen gietgallen slechts de kwaliteit van het product, met een lagere verkoopprijs als gevolg, maar in constructie- en machineonderdelen kunnen gietgallen levensgevaarlijke ongelukken veroorzaken, zodat aan deze gietproducten strenge eisen moeten worden gesteld. Evenzo dient bij het lassen gelet te worden op het vermijden van dit soort gallen. Bij risicoprojecten als bijv. gastanks en gasleidingen is strenge controle noodzakelijk.
Lucht- of gasinsluitingen, hoewel niet altijd gallen genoemd, kan men werkelijk overal aantreffen: etenswaar (brood, kaas), bouwmaterialen (gips, betonvlakken), graniet, porfier), gietproducten van metaal (kanonnen, luidklokken, motorblokken) en kunststof voorwerpen. Ze ontstaan daarnaast bij natuurlijke processen, zoals het stollen van lava. Een bekend stollingsgesteente met poriën, zoals ze in dit geval genoemd worden, is basalt.
Ook in de numismatiek kent men de gietgal. Daar treft men ze aan in oude gegoten munten.